# Marta Sibina Camps
Marta Sibina Camps (Breda, Gerona, 15 de mayo de 1973) es una activista en sanidad, diplomada en enfermería y diputada española en las legislaturas XI y XII del Congreso de los Diputados. En 2004 fundó la revista Cafè amb llet, que también dirigió.

## Biografía
Es diplomada universitaria en Enfermería y ha realizado los postgrados en Enfermería Quirúrgica y Enfermería Gerontológica.
Ha trabajado en el Hospital General de Granollers como enfermera.

### Trayectoria política
Participa del movimiento Proceso Constituyente en Cataluña y ha formado parte de algunas áreas de trabajo en la gestación de Barcelona en Comú.
En octubre de 2015 Barcelona en Comú propuso a Xavier Domènech y Marta Sibina para encabezar la lista por Barcelona a las elecciones generales del 20 de diciembre en una candidatura de confluencia de izquierdas, En Comú Podem que finalmente ha agrupado a Iniciativa per Catalunya Verds, Esquerra Unida i Alternativa, Barcelona en Comú i Podem.
En las elecciones del 26 de junio de 2016 revalidó el escaño como diputada por Gerona de En Comú Podem.

### Vida personal
Es pareja del periodista y activista Albano Dante Fachin, quien fue diputado del Parlamento de Cataluña por Catalunya sí que es pot entre octubre de 2015 y octubre de 2018. Ambos compartieron desde 2004 y durante una década el proyecto de la revista Cafè amb llet, fundada en Blanes, de distribución mensual gratuita en Cataluña.

## Publicaciones
- 2013 Artur Mas: On són els meus diners? amb Albano Dante Fachin. Prólogo: Teresa Forcades y Àngels Martínez Castells. Revista Cafè amb llet.
- 2014 Conversación entre Alberto San Juan y Cafèambllet. El placer de pasar a la acción con Albano Dante Fachin. Icaria[9]